# Distathma sordidula
Distathma sordidula är en stekelart som först beskrevs av Maximilian Spinola 1851.  Distathma sordidula ingår i släktet Distathma och familjen brokparasitsteklar. Inga underarter finns listade i Catalogue of Life.